# 나바호어 문법
나바호어는 "동사가 많은"(verb-heavy) 언어이다. 동사가 압도적으로 많지만 명사는 상대적으로 적다. 동사와 명사 외에도 나바호어에는 대명사, 다양한 기능의 접어 (clitic), 지시사 (demonstrative), 수사 (numeral), 후치사, 부사, 접속사와 같은 다른 요소도 있다. 해리 호이저 (Harry Hoijer)는 위의 모든 항목을 그가 입자라고 부르는 단어 클래스로 그룹화했다 (즉, 나바호어에는 동사, 명사 및 입자가 있다). 나바호어에는 영어 문법에서 형용사에 해당하는 단어가 없다. 동사는 형용사 기능을 제공한다.

## 동사
나바호어의 핵심 요소는 동사이다. 동사는 굴절 또는 파생 접두사 (derivational prefix)가 추가된 추상 어간으로 구성된다. 모든 동사에는 적어도 하나의 접두사가 있어야 한다. 접두사는 지정된 순서로 동사에 부착된다.

나바호어 동사는 여러 구성 요소로 나눌 수 있다.

## 서법, 문법상 그리고 시제
나바호어에는 다양한 접두사 와 결합하여 동사 줄기 교체(모음 및 성조 모음 변경 (ablaut) 및 접미사 포함)로 표시되는 많은 문법상 (aspect), 서법 (mode) 및 시제 (tense) 구별이 있다. 이는 7개의 "법(mode)"과 대략 12개의 상(aspect) 및 10개의 하위상(subaspect)으로 구분된다. (법이라는 용어는 전통적으로 사용되지만 법에 의해 제공되는 대부분의 구별은 사실 상적이다.) 각 나바호어 동사는 일반적으로 다양한 법 및 상 범주 조합으로 나타날 수 있다.

## 명사
다른 언어에서 명사를 사용하여 표현된 많은 개념이 나바호어에서는 동사로 나타난다. 대부분의 참명사 (true noun)는 수에 어형변화가 없으며 대소문자 표시도 없다 (no case marking). 동사의 정보 내용으로 인해 문법 문장을 형성하는 데 명사구가 필요하지 않은 경우가 많다.

## 후치사
유럽 언어가 전치사 (preposition)를 선호하는 경향이 있는 반면, 나바호어는 여러 후치사 (postposition)를 사용한다. 따라서 under, on 또는 above와 같은 모든 공간 관계와 대부분의 다른 관계는 조사와 결합된 소유 접두사를 사용하여 표현된다. 모든 후치사는 분리(inalienable)될 수 없다. 즉, 접두사(prefix) 또는 실제 명사(true noun)와의 융합이 필수라는 의미이다.

## 수사
나바호어는 십진법 숫자 체계를 사용한다. 기수 (cardinal numeral) 1-10에는 고유한 단어가 있다. 숫자 11-19는 기본 숫자 1-9에 "더하기 10" 접미사 -tsʼáadah를 추가하여 형성된다. 숫자 20~100은 기본 숫자 2~10에 곱셈 "10배" 접미사 -diin을 추가하여 형성된다.